# Channa coccinea
Channa coccinea — вид лабіринтових риб родини змієголових (Channidae). Описаний у 2024 році.

## Назва
Назва виду походить від латинського прикметника «coccineus», що означає червоний, натякаючи на червонуваті плями на голові та боках тіла

## Поширення та екологія
Ендемік М'янми. Поширений у струмках поблизу міста Путао у штаті Качин.

## Опис
Риба завдовжки до 12 см. Channa coccinea можна відрізнити від усіх інших видів з групи гачуа за його кольоровим малюнком, що складається з косих червонуватих сідлоподібних позначок і ліній. Його можна відрізнити від Channa burmanica, який трапляється в тому ж районі, за наявністю черевних плавників (проти відсутності).

## Акваріумістика
Цей вид продається як декоративна риба з початку 2022 року під назвою «Channa sp. ignis». Спосіб його розмноження досі невідомий, але, ймовірно, що цей вид виношує ікру у роті.